# ケネバンク (メイン州)
ケネバンク（英: Kennebunk、[ˈkɛnɪbʌŋk] または 地元では [ˈkɛniːbʌŋk]）は、アメリカ合衆国メイン州ヨーク郡の町である。人口1万1466人（2023年推計）。南東のメイン湾岸にケネバンクポートがあるが別の町である。町域にも幾つか海浜があり、その他レイチェル・カーソン国定野生生物保護区、1799年建設のケネバンク・イン、多くの歴史的造船業者の家、自然保護団体のTNCが所有するブルーベリー畑と6平方キロメートルのトレイルがある

## 歴史
ケネバンクとなった地域はまず1621年に入植され、貿易の町として後には造船と軽工業製品の出荷拠点として発展した。1820年までウェルズの町に属していたが、この年に別の町として法人化された。「ケネバンク、この名前が付いた世界で唯一の町」という標語が、アメリカ国道1号線沿いケスレン靴工場に付けられた、地元では有名な看板に大きく書かれた。アベナキ族インディアンの言葉でケネバンクは「長く切られた堤」を意味し、ケネバンク海浜の背後にある長い堤を指していると考えられる。ケネバンクの海岸線は大きく3つの部分に分けられる。マザーズビーチ、ミドルビーチまたはロッキービーチ、グーチズビーチまたはロングビーチの3つである。ケネバンクビーチとは別にパーソンズビーチがあり、夏の賑わいとは無縁な静かさがある。「マザーズビーチ」という名前には地元で幾らか議論がある。地元住民の多くに拠れば、主要な3つの海浜の中で一番小さなこのビーチはビーチ・アベニューとリッジ・アベニューの交差点にあり、公式にはケネバンクビーチあるいはブースビービーチである。ブースビービーチという言葉は1730年代半ばにメイベル・リトルフィールドがリチャード・ブースビーと結婚し、ブースビービーチと呼ばれるようになる場所近くの土地に入植したことからきている。ブースビー家に関する情報は、「オールド・ニューズ・フロム・サザン・メイン」から、シャロン・カミンズによるメイベルとリチャード・ブロスビーに関する記事から採られた。今日のケネバンク出身者の多くはブースビービーチと呼ばれていたことを忘れており、長い間にケネバンクビーチあるいはマザーズビーチと呼ばれるようになった。古い住人はディプシー・バス・ビーチという名前も憶えており、以前にそこにあった鉱泉に由来している。マザーズビーチという呼び方は1980年代まで広がっていなかった。地元住人の中にはその年代について異論があり、1950年代後半には「マザーズビーチ」と呼ばれていたことを覚えていると言っている。その名称は、この海浜が小さく概して穏やかであること、また大洋の下と上に岩があることから泳ぐ人にとって安全な自然の待避所にしたことで、母親が子供たちに目を配ることができると人気が出たために変わって来た可能性がある。その名称は公式のものよりはっきりと叙述的であり、最近設置された道路標識には「マザーズビーチ」に行く方向を示すものもある。上記のような海浜の名前とは対照的に、町のウェブサイトでは「許可はグーチズビーチ、ケネバンクビーチ（ミドルビーチ）、マザーズビーチで有効」と表示している。さらに公共の駐車場の無いリビーズビーチとクレセントビーチが、パーソンズビーチとマザーズビーチの間のケネバンク町内にある。
19世紀と20世紀初期、多くの工業資本がケネバンクのムーサム川に惹きつけられ、その工場に動機を提供した。ここで事業をやる会社の中に、ケネバンク製造会社、ムーサム製造会社、レザーロイド会社、ロジャーズ繊維会社があった。
ケネバンクは夏の人気ある観光地である。町には初期の建築物の例があり、最も著名なのはウェディングケーキ・ハウス、があり、連邦様式の住居に糸鋸で切られたゴシック装飾がある。これはジョージ・ワシントン・バーンがその晩年に、長年連れ添った妻のために家に着け加えられたものであり、伝説にあるような船の船長が海で失われた若い花嫁のために行ったものではない。地元経済は観光に基づいている。自然健康食品の製造者トムズ・オブ・メインの本社が町内にある。町の公文書保管所は、メインストリート沿いの地元歴史と芸術のセンターであるブリックストア博物館にある。多くの住人がポートランド市、ニューハンプシャー州、マサチューセッツ州に通勤している。
ラファイエットの楡の木は1825年にラファイエット侯爵がケネバンクを訪問したことを記念して植樹された木である。その樹齢、大きさ、さらにケネバンクの街路樹になっていた数百本の楡の木を死なせたオランダ・ニレ病にも生き残ったことで有名になった。この楡の木は町の紋章にも描かれている。ケスレン靴工場が改修されてラファイエット・センターと改名された。州内でも最古クラスの銀行であるオーシャン銀行（1854年設立）とケネバンク貯蓄銀行（1871年設立）の2つも残っている。メイン州にあるこれより古い銀行としては、ソコー・アンド・ビデフォード貯蓄銀行（1827年設立）とバンゴー貯蓄銀行（1852年設立）があるのみである。サマー通りがメイン州では最初の歴史地区となり、アメリカ合衆国国家歴史登録財に指定された。

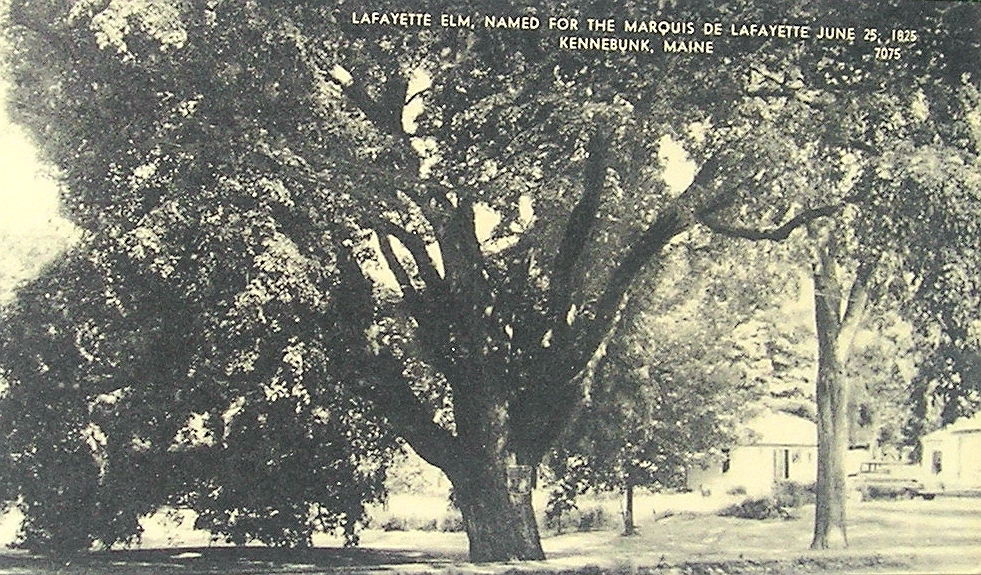
ラファイエットの楡の木
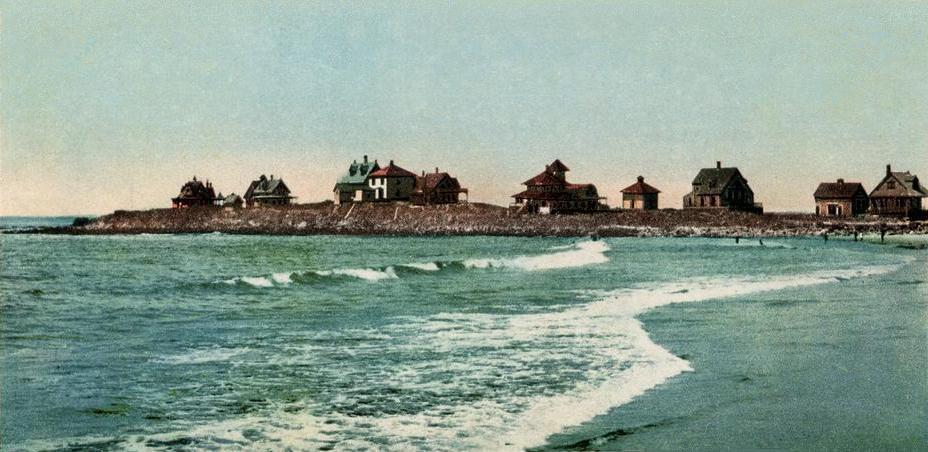
ケネバンクビーチ、1905年
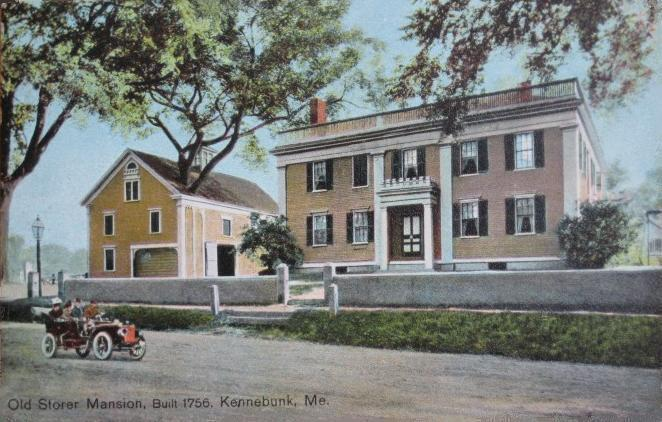
ストーラー邸宅、1909年
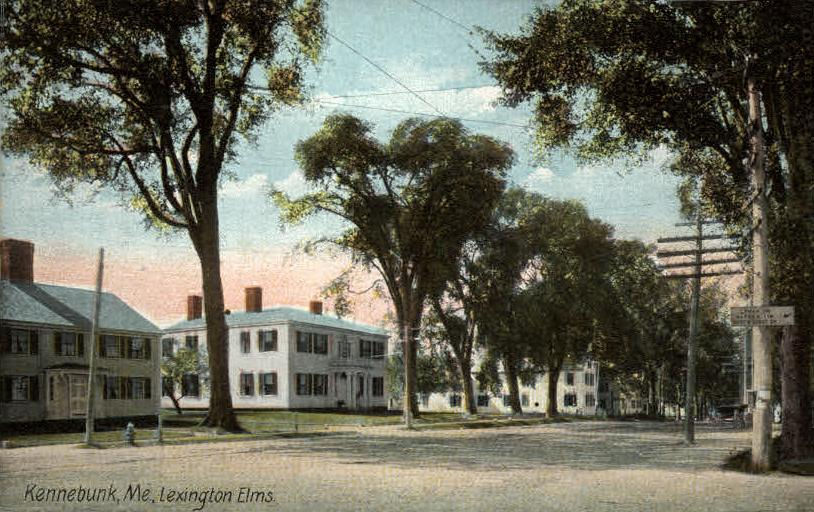
レキシントン楡の木、1908年

## 地理

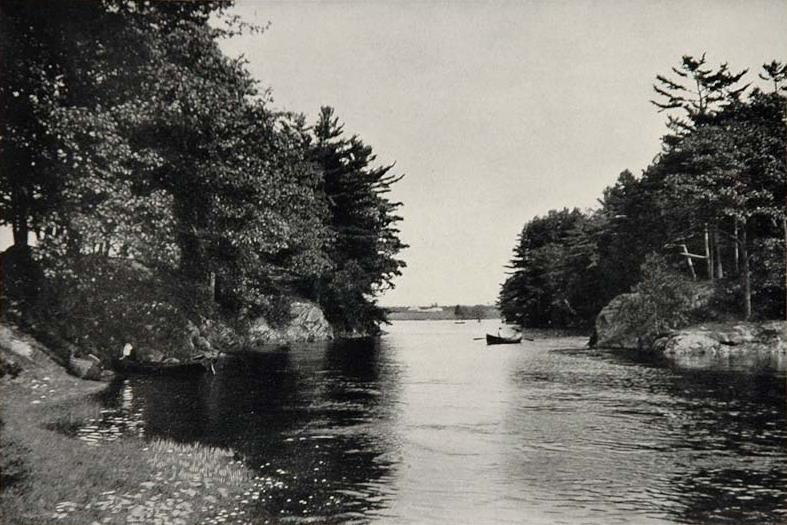
ケネバンク川、1903年

アメリカ合衆国国勢調査局に拠れば、市域全面積は43.87平方マイル (113.62 km2)であり、このうち陸地35.05平方マイル (90.78 km2)、水域は8.82平方マイル (22.84 km2)で水域率は20.10%である。ケネバンク川とムーサム川が町内を流れている。

### 市内を通る道路
- 州間高速道路95号線
- アメリカ国道1号線、ケネバンクの中心を通り、メインストリートの一部になっている
- メイン州道9A号線
- メイン州道35号線

アムトラックの線も町内を通っているが、停車駅が無い。最も近い駅は、ボストン方面のウェルズと、ポートランド方面のソコーである。

### 隣接する市と町
- アルフレッド町
- アランデル町
- ケネバンクポート町
- ライマン町
- サンフォード市
- ウェルズ町

## 人口動態

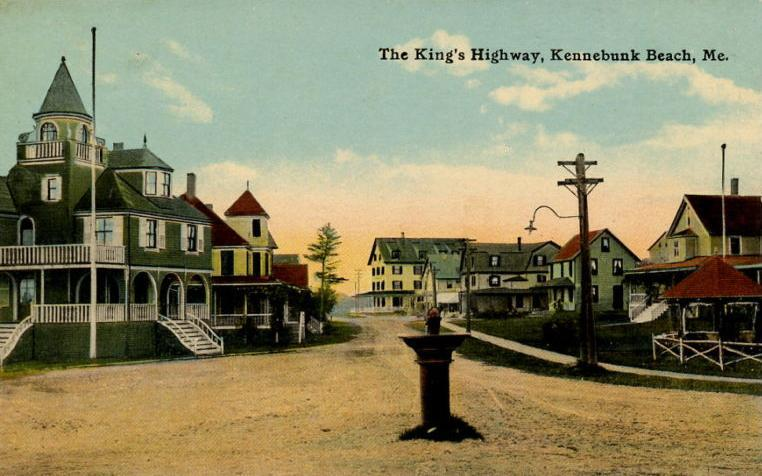
キングス・ハイウェイ、1912年頃、ケネバンクビーチ

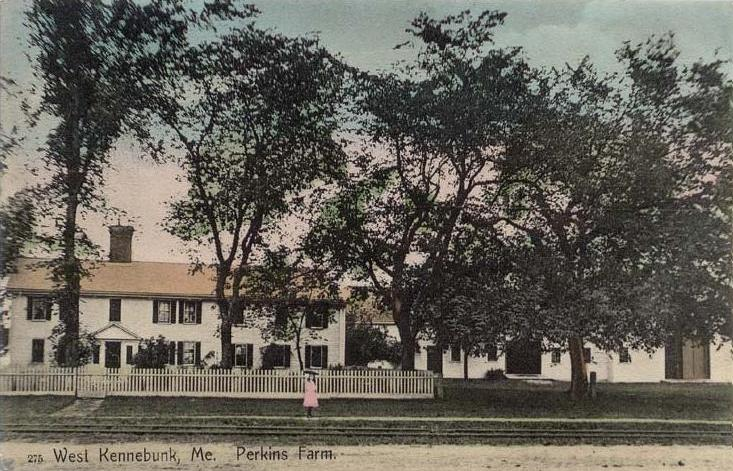
パーキンス農園、1910年頃

### 2010年国勢調査
以下は2010年国勢調査による人口統計データである。
| 基礎データ - 人口: 10,798 人 - 世帯数: 4,689 世帯 - 家族数: 2,966 家族 - 人口密度: 119.0人/km2（308.1 人/mi2） - 住居数: 5,906 軒 - 住居密度: 65.1軒/km2（168.5 軒/mi2） 人種別人口構成 - 白人: 96.9% - アフリカン・アメリカン: 0.4% - ネイティブ・アメリカン: 0.2% - アジア人: 1.0% - その他の人種: 0.3% - 混血: 1.1% - ヒスパニック・ラテン系: 1.0% | 年齢別人口構成 - 18歳未満: 20.8% - 18-24歳: 5.2% - 25-44歳: 18.7% - 45-64歳: 33.4% - 65歳以上: 21.9% - 年齢の中央値: 48歳 - 性比（女性100人あたり男性の人口） - 総人口: 86.9 世帯と家族（対世帯数） - 18歳未満の子供がいる: 26.9% - 結婚・同居している夫婦: 52.1% - 未婚・離婚・死別女性が世帯主: 8.5% - 非家族世帯: 36.7% - 単身世帯: 31.1% - 65歳以上の老人1人暮らし: 16.5% - 平均構成人数 - 世帯: 2.27人 - 家族: 2.85人 |

### 2000年国勢調査
以下は2000年国勢調査による人口統計データである。
| 基礎データ - 人口: 10,476 人 - 世帯数: 4,229 世帯 - 家族数: 2,901 家族 - 人口密度: 115.3人/km2（298.5 人/mi2） - 住居数: 4,985 軒 - 住居密度: 54.9軒/km2（142.1 軒/mi2） 人種別人口構成 - 白人: 98.04% - アフリカン・アメリカン: 0.18% - ネイティブ・アメリカン: 0.11% - アジア人: 0.85% - 太平洋諸島系: 0.01% - その他の人種: 0.18% - 混血: 0.62% - ヒスパニック・ラテン系: 0.51% 年齢別人口構成 - 18歳未満: 25.6% - 18-24歳: 4.2% - 25-44歳: 27.3% - 45-64歳: 25.8% - 65歳以上: 17.2% - 年齢の中央値: 41歳 - 性比（女性100人あたり男性の人口） - 総人口: 87.2 - 18歳以上: 82.1 | 世帯と家族（対世帯数） - 18歳未満の子供がいる: 33.2% - 結婚・同居している夫婦: 56.9% - 未婚・離婚・死別女性が世帯主: 9.1% - 非家族世帯: 31.4% - 単身世帯: 26.7% - 65歳以上の老人1人暮らし: 13.8% - 平均構成人数 - 世帯: 2.44人 - 家族: 2.97人 収入と家計 - 収入の中央値 - 世帯: 50,914米ドル - 家族: 59,712米ドル - 性別 - 男性: 42,417米ドル - 女性: 25,788米ドル - 人口1人あたり収入: 26,181米ドル - 貧困線以下 - 対人口: 4.2% - 対家族数: 2.9% - 18歳未満: 3.3% - 65歳以上: 3.5% |

## 見どころ
- ケネバンク自由図書館

## 教育
ケネバンクと隣接するケネバンクポートは地域教育学区第21を構成している。学校はコンソリデイテッド・スクール、ケネバンク小学校、シーロード・スクール、ミドルスクール・オブ・ケネバンクス、ケネバンク高校である。ミドルスクール・オブ・ケネバンクスは、メイン州学習技術イニシャティブと呼ばれる7年生と8年生の生徒全員にノートパソコンを配布するプロジェクトの対象校である。
2000年、一群の生徒が父兄や地元住民と組んで、小さな代替高校である「ザ・ニュー・スクール」を設立し、近くはケネバンクやウェルズから、遠くはポートランドやニューハンプシャー州サマーズワースから生徒が入学している。この学校はメイン州の認証を取得し、2001年6月には最初の卒業生を出した。学習内容は地域に密着した学習に集中している。

## 著名な出身者

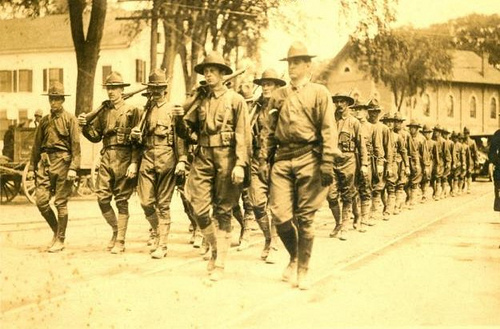
町内を行進する兵士、1918年頃

- ヒュー・マカロック、アメリカ合衆国財務長官